# Campeonato Sul-Americano de Rugby de 2020
O Campeonato Sul-Americano de Rugby de 2020 foi a 42ª edição deste torneio, reunindo os principais países do continente neste esporte. Inicialmente, este evento não viria a ser jogado por conta da pandemia de COVID-19. Contudo, para prover calendário às seleções nacionais, algumas mudanças foram realizadas para viabilizar a competição.
O campeonato foi realizado no Uruguai, em sede única na cidade de Montevidéu, com todos os jogos acontecendo no Estádio Charrua. A competição foi disputada por equipes de desenvolvimento (as "equipes B") das seleções convidadas. Por conta da pandemia, não participaram deste torneio as seleções colombiana e paraguaia, que vinham participando das últimas edições do Sul-Americano.
A equipe da Argentina XV, que defendia o seu título anteriormente conquistado, sagrou-se campeã pela 36ª vez em 42 edições deste campeonato.

## Regulamento e participantes
A Sudamérica Rugby, autarquia que administra o rugby e suas competições a nível sul-americano, promoveu significativas mudanças para os seus torneios a partir de 2018. No que tange ao Campeonato Sul-Americano de Rugby Divisão A, as inovações começaram pelo nome, rebatizado como Torneio Seis Nações.
Argentina, Brasil, Chile e Uruguai foram os países que participaram desta competição e, por conta da pandemia, utilizaram equipes secundárias. O formato deste torneio foi um quadrangular no qual todas as equipes se enfrentaram em turno único, cujas partidas foram realizadas no Estádio Charrua.
Esta edição do Campeonato Sul-Americano acabou não valendo pontos para o ranking da World Rugby, em razão dos países participantes terem levado equipes secundárias ao torneio, uma vez que cada nação passou por realidades distintas quanto ao enfrentamento da pandemia provocada pela COVID-19.

## Divisão e tabela do Campeonato Sul-Americano de Rugby de 2020

### Partidas do torneio
Segue-se, abaixo, as partidas desta competição.
1ª rodada
| 17 de outubro de 2020 |             |          |                                      |
| Argentina XV          | 25 - 24     | Chile XV | Estádio Charrua, Montevidéu, Uruguai |
|                       | Reporte ARN |          | Estádio Charrua, Montevidéu, Uruguai |

| 17 de outubro de 2020 |             |           |                                      |
| Uruguai XV            | 25 - 17     | Brasil XV | Estádio Charrua, Montevidéu, Uruguai |
|                       | Reporte ARN |           | Estádio Charrua, Montevidéu, Uruguai |

2ª rodada
| 21 de outubro de 2020 |             |              |                                      |
| Brasil XV             | 15 - 40     | Argentina XV | Estádio Charrua, Montevidéu, Uruguai |
|                       | Reporte ARN |              | Estádio Charrua, Montevidéu, Uruguai |

| 21 de outubro de 2020 |             |          |                                      |
| Uruguai XV            | 21 - 22     | Chile XV | Estádio Charrua, Montevidéu, Uruguai |
|                       | Reporte ARN |          | Estádio Charrua, Montevidéu, Uruguai |

3ª rodada
| 25 de outubro de 2020 |             |          |                                      |
| Brasil XV             | 13 - 26     | Chile XV | Estádio Charrua, Montevidéu, Uruguai |
|                       | Reporte ARN |          | Estádio Charrua, Montevidéu, Uruguai |

| 25 de outubro de 2020 |             |              |                                      |
| Uruguai XV            | 19 - 53     | Argentina XV | Estádio Charrua, Montevidéu, Uruguai |
|                       | Reporte ARN |              | Estádio Charrua, Montevidéu, Uruguai |

#### Classificação geral
Segue-se o posicionamento final do campeonato.
| Col. | País         | Partidas | Partidas | Partidas | Partidas | Pontos  | Pontos | Pontos | Pontos Totais |
| Col. | País         | Jogos    | Vit.     | Emp.     | Der.     | A favor | Contra | Diff   | Pontos Totais |
| ---- | ------------ | -------- | -------- | -------- | -------- | ------- | ------ | ------ | ------------- |
| 1º   | Argentina XV | 3        | 3        | 0        | 0        | 118     | 58     | +60    | 14            |
| 2º   | Chile XV     | 3        | 2        | 0        | 1        | 72      | 59     | +13    | 9             |
| 3º   | Uruguai XV   | 3        | 1        | 0        | 2        | 65      | 92     | -27    | 5             |
| 4º   | Brasil XV    | 3        | 0        | 0        | 3        | 45      | 91     | -46    | 0             |

- Critérios de pontuação: vitória = 4; empate = 2; vitória com três ou mais tries de diferença (bonificação) = 1; derrota por sete ou menos pontos de diferença (bonificação) = 1.

## Campeão
| 42º Campeonato Sul-Americano de Rugby Torneio Quatro Nações 2020 |
| ---------------------------------------------------------------- |
| Argentina Campeã (36º título)                                    |